# Saarländische Männer-Handballnationalmannschaft
Die saarländische Männer-Handballnationalmannschaft vertrat das Saarland im Hallenhandball. Sie bestritt ein einziges Spiel gegen die Niederlande. Im Feldhandball nahm die Saarländische Nationalmannschaft an zwei Weltmeisterschaften teil.

## Spiel gegen die Niederlande
| Niederlande                                                 | Niederlande | Saarland | Saarland |
| ----------------------------------------------------------- | --- | --- | -------- |
| Niederlande                                                 | \| Freundschaftsspiel[2][3][4][5][6] \| \| 26. Dezember 1956 in Amsterdam (RAI-Gebäude) \| \| Ergebnis: 20:20 (8:9) \| \| Zuschauer: 3000 \| \| Schiedsrichter: Dr. Kremer aus Düsseldorf ( BR Deutschland) \| | \| Freundschaftsspiel[2][3][4][5][6] \| \| 26. Dezember 1956 in Amsterdam (RAI-Gebäude) \| \| Ergebnis: 20:20 (8:9) \| \| Zuschauer: 3000 \| \| Schiedsrichter: Dr. Kremer aus Düsseldorf ( BR Deutschland) \| | Saarland |
| Niederlande                                                 | Blauw-Wit Amsterdam: De Jong HV Aalsmeer: Martini (TW), Tromp Hellas Den Haag: Van Heil, Zuidema Niloc Amsterdam: Ridderbos, Van der Heyden Olympia Hengelo: Kuipers, Mastenbroek (TW) PSV Handball: Dekkers UDI 1896 Arnhem: Leupen Reserve: HV Aalsmeer: Moenis PSV Handball: Schoonewille | ASC Dudweiler: Karl-Heinz Müller ATSV Saarbrücken: Herbert Quirin HSV Hilbringen: Winfried Vogt Polizei-SV Saarbrücken: Manfred Zart SV 09 Fraulautern: Kurt Röder TuS 1860 Neunkirchen: Hans-Otto Lauer, Günther Michel (TW) & Klaus-Dieter Schuster TuS 1902 Herrensohr: Harald Wöffler TV 1891 Ensheim: Horst Zinngraf (TW) TV Erbach 05 Homburg/Saar: Engelbert Thomas & Willi Zöllner Cheftrainer: Fritz Spengler | Saarland |
| Niederlande                                                 | 1:4 van Hell 2:5 De Jong 3:6 De Jong 4:7 Kuipers, 5:7 Leupen Gehalten von Martini 6:7 Tromp 7:8 Van der Heyden, 8:8 Leupen 9:10 Kuipers 10:11 Tromp 11:12 Kuipers (Penalty) 11:14 Van der Heyden 12:14 Kuipers, 13:14 Van der Heyden, 14:14 Van der Heyden 15:14 De Jong, 16:14 Leupen 17:15 *1) 18:19 De Jong 19:20 van Tromp, 20:20 Van der Heyden Tore nach De Waarheid vom 27.12.1956 Van der Heyden & Kuipers (5) | 0:1 Thomas, 0:2 Thomas, 0:3 Thomas, 0:4 Thomas 1:5 Müller 2:6 Thomas 3:7 Zart (Penalty) 5:7 6:8 Zöllner 8:9 Müller 8:10 Vogt 9:11 Schuster 10:12 Vogt 11:13 Vogt, 11:14 Schuster 17:15 *1) 17:16 Schuster, 17:17 Vogt, 17:18 Müller, 17:19 Vogt 18:20 ? Tore nach Müller & Laaß Thomas (6) Vogt (4) Zöllner (3) Müller & Wöffler (2) Lauer, Schuster & Zart (1)                                                        | Saarland |
| Freundschaftsspiel                                          | | |          |
| 26. Dezember 1956 in Amsterdam (RAI-Gebäude)                | | |          |
| Ergebnis: 20:20 (8:9)                                       | | |          |
| Zuschauer: 3000                                             | | |          |
| Schiedsrichter: Dr. Kremer aus Düsseldorf ( BR Deutschland) | | |          |

*1) Der Spielverlauf zwischen dem 11:14 und 17:15 ist nicht klar belegt durch die Quellen.